# 交響曲第20番 (モーツァルト)
交響曲第20番 ニ長調 K. 133 は、ヴォルフガング・アマデウス・モーツァルトが作曲した交響曲である。

## 概要
作曲の動機については不明で、1772年7月にザルツブルクで作曲されたことしか判明していない。楽器編成に2つのトランペットが加わっていることから、何らかの祝祭のための音楽として作られたものと推測される。

## 楽器編成
オーボエ2（第2楽章でフルート1持ち替え）、ホルン2、トランペット2、弦楽

## 構成
全4楽章で構成され、演奏時間は約28分。
- 第1楽章 アレグロ
ニ長調、4分の4拍子、ソナタ形式。
- 第2楽章 アンダンテ
イ長調、4分の2拍子、ソナタ形式。
この楽章は、フルート1本のオブリガートと弦楽という書法でなされており、当時としては異例であった。
- 第3楽章 メヌエット - トリオ
ニ長調 - ト長調、4分の3拍子、複合三部形式。
第3楽章のメヌエットはごく単純に書かれているが、ト長調のトリオは手の込んだ対位法が使用されている。
- 第4楽章 （アレグロ）
ニ長調、8分の12拍子、ソナタ形式。
速度は一般的にアレグロとなっているが、モーツァルト自身は第4楽章の速度については何も書き込んではいない。